# 乌瓦 (维苗苏)
乌瓦是葡萄牙布拉干萨区的一个堂区。总面积34.93平方公里，总人口172人，人口密度4.9人/平方公里。